# Caesionidae
Caesionidae är en familj av fiskar. Caesionidae ingår i ordningen abborrartade fiskar (Perciformes). Enligt Catalogue of Life omfattar familjen Caesionidae 22 arter.
Familjen infogas ibland som underfamilj (Caesioninae) i Lutjanidae.
Dessa fiskar förekommer i Indiska oceanen och Stilla havet. De största arterna når en längd av 60 cm. De bildar ofta grupper eller stim och vistas nära klippor eller korallrev. Mindre arter hölls ofta i akvarium och större arter fiskas som matfisk. De används även som bete för att fiska tonfisk. Det vetenskapliga namnet är bildat av latin caesius (blågrå).
Släkten enligt Catalogue of Life:
- Caesio
- Dipterygonotus
- Gymnocaesio
- Pterocaesio